# Lorena Guréndez García
Lorena Guréndez García (Vitòria, Àlaba, 7 de maig de 1981) és una gimnasta rítmica basca, ja retirada, és una bicampiona del món i guanyadora d'una medalla olímpica als Jocs d'Atlanta 1996.

## Biografia
Lorena es va iniciar a la gimnàstica rítmica amb 7 anys, inspirant-se amb la seva germana gran, Laura, formant part del Club Oskitxo de Vitòria, club del qual també han sorgit altres gimnastes espanyoles destacades com Paula Orive o Beatriz Nogales, sota les ordres de Natalia Notchevnaya. Al Col·legi Sant Prudenci Ikastetxea va ser alumna de l'exjugador de bàsquet Iñaki Garaialde. El 1993 va quedar vuitena en categoria infantil al Campionat d'Espanya Individual «A» a Valladolid, i el 1994 va aconseguir el sisè lloc en categoria júnior.
El 1995 va ser campiona d'Espanya júnior individual i per conjunts amb el Club Oskitxo. El 1996 va passar a formar part de la selecció nacional de gimnàstica rítmica d'Espanya en la modalitat de conjunts. Des de llavors, totes les medalles que va obtenir en competicions oficials van ser obtingudes com a membre del conjunt espanyol. El 1996 va conquistar el seu primer títol mundial a la final de 3 pilotes i 2 cintes del Campionat Mundial de Budapest, competició en què es va emportar també la plata al concurs general.
Aquest mateix any va aconseguir el seu major èxit en la seva carrera esportiva en convertir-se en campiona olímpica amb només 15 anys en la modalitat de conjunts als Jocs Olímpics d'Estiu de 1996 realitzats a Atlanta (Estats Units), juntament amb les seves companyes Marta Baldó, Nuria Cabanillas, Estela Giménez, Tania Lamarca i Estíbaliz Martínez. Després d'aquesta consecució, el conjunt va ser batejat pels mitjans com les Nenes d'Or.
El 1997 va ser subcampiona d'Europa en 5 pilotes i bronze en 3 pilotes i 2 cintes a l'Europeu de Patres. El 1998 va conquistar el seu segon títol mundial al Campionat Mundial de Sevilla, aquesta vegada en 3 cintes i 2 cèrcols, a més d'aconseguir la plata al concurs general. Al Campionat Europeu de Budapest celebrat el 1999 va ser medalla de bronze a la competició de 3 cintes i 2 cèrcols. El 2000 va participar en els seus segons Jocs Olímpics, quedant en desena posició en la competició de conjunts de Sydney 2000.
El 2013 es va estrenar a YouTube el documental Las Niñas de Oro, dirigit per Carlos Beltrán, que narra la història del conjunt campió olímpic a Atlanta a través d'entrevistes a les mateixes gimnastes, i el 2016 va assistir al costat de la resta de l'equip a la Gala 20 Aniversari de la Medalla d'Or a Atlanta '96 a Badajoz. Compta amb diverses distincions com la de L'Ordre Olímpica del Comitè Olímpic Espanyol, la Placa d'Or a la Reial Ordre del Merit Esportiu (1996), la Copa Baró de Güell als Premis Nacionals de l'Esport (1997), i la Medalla d'Or de la Reial Ordre del Mèrit Esportiu (2015). Està casada amb el gimnasta artístic José Luis Fernández. Lorena és l'esportista espanyol més jove a aconseguir una medalla olímpica, en fer-ho amb 15 anys i 87 dies.